# Felix Meyer
Felix Meyer   (Berlín, 5 de febrer de 1847 - Berlín, 3 d'octubre de 1914), fou un violinista alemany, germà del també violinista Waldemar Meyer.
Tingué per mestre en Ferdinand David en el Conservatori de Leipzig, ingressant, en acabar els estudis, en la capella de música Bilze, de Berlín. Més tard va emprendre llargs viatges de concerts i últimament fou admès en la capital reial de Berlín.